# Via Teatina
Via Teatina è una via del centro storico di Firenze, situata tra via degli Agli angolo via de' Pecori e piazza di Santa Maria Maggiore angolo via dei Boni.

## Storia
La strada prende il nome dai Padri Teatini e fu deliberato solo nel 1926, riassegnando il nome che fu di via degli Agli e che si riferisce al complesso di San Gaetano assegnato dal 1592 ai Padri Teatini. Più anticamente la strada si chiamo chiasso de' Buoi o chiasso di Piazza Padella. La piazza Padella era uno slargo scomparso quando venne ampliato il convento tra le attuale via dei Pescioni e via degli Agli, che doveva il suo nome a un'antica trattoria rinomata per il fritto.
La strada ha un andamento a gomito perché costeggiava il retro delle case costruite lungo l'angolo dell'antica cerchia muraria romana, corrispondente a via de' Rondinelli e via de' Cerretani. La strada venne sorprendentemente risparmiata dal "risanamento": per quanto possa apparire modesta e dismessa, è l'unico esempio relativamente intatto di come si presentavano le strade in questa parte della città.

## Descrizione

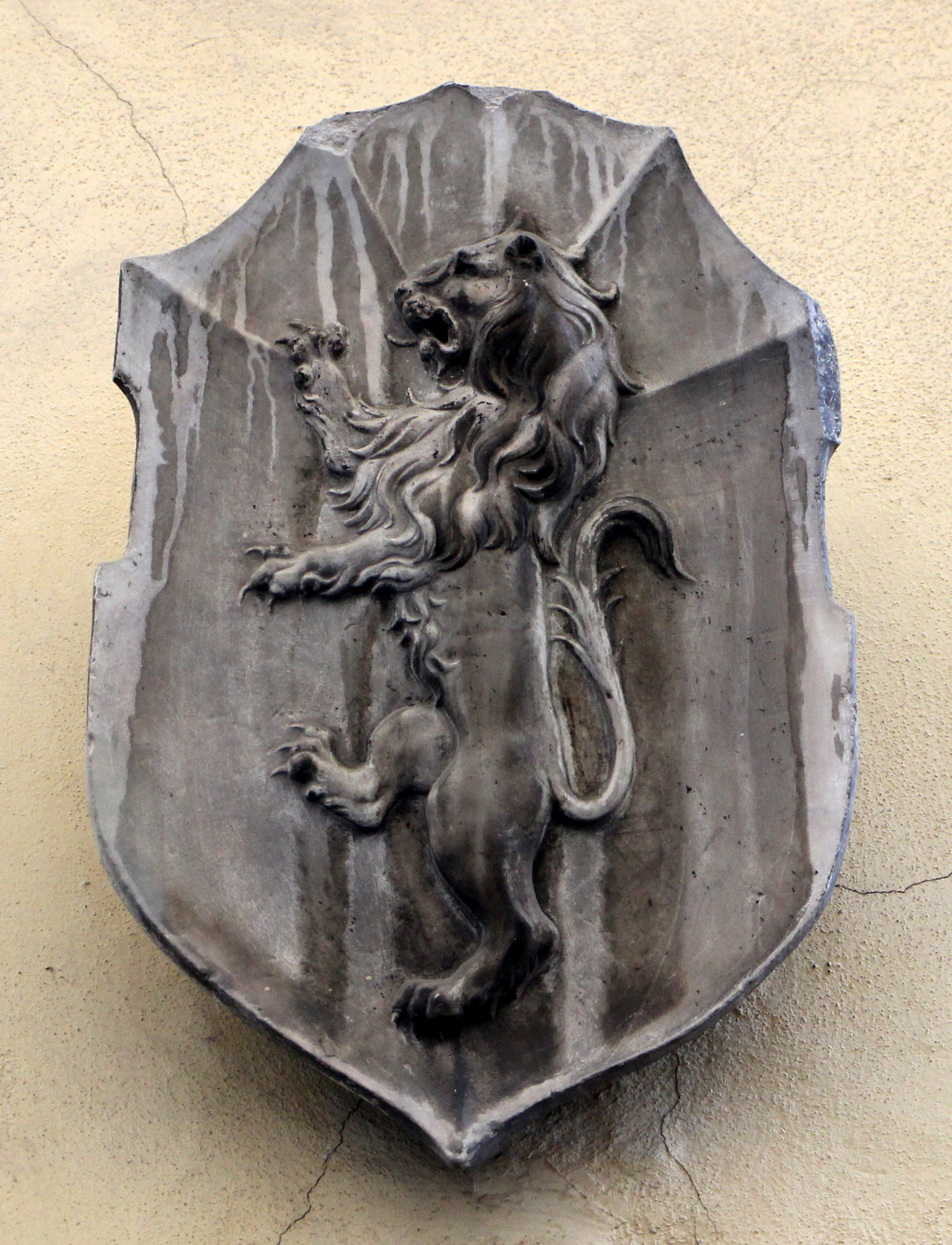
Stemma al leone rampante

La strada si apre su una sorta di salrgo quadrangolare lungo via degli Agli, esistente anche in antico, e poi si restringe curvando, diventando esclusivamente pedonale, fino all'apertura su piazza Santa Maria Maggiore, dove un cavalcavia su arco introduce al vicolo che sbuca sulla piazza in angolo con via dei Boni, a lato del palazzo delle Cento Finestre, e che oggi fa parte della numerazione della piazza stessa, ma anticamente era detto vicolo di Santa Maria Maggiore. Nel Medioevo lungo il lato nord-occidentale si aprivano una serie di vicoli a raggiera che separavano le varie case e conducevano al Canto dei Carnesecchi. 
All'angolo con via degli Agli si vedono i resti di quelle che furono case della famiglia Aldobrandini, sporgenti su via degli Agli (tanto da formare una strozzatura), con una sorta di torretta sporgente, alta e stretta, che dà su un'ampia terrazza dall'aspetto cinque-seicentesco. Anche le restanti case su questo lato hanno un aspetto irregolare, con avancorpi su sporti, canne di camino sporgenti su mensole in pietra e finestrelle con grate.
Il lato opposto della strada costeggia all'inizio l'unico edificio moderno in angolo con via de' Pecori, sebbene sulle aperture al piano terra si trovino alcuni stemmi col campo illeggibile (lo stesso stemma compare anche dall'altra parte, presso la casa al n. 1). Più avanti si trova il portone di una rimessa di carrozze, sormontato da uno stemma al leone rampante forse della famiglia Agli o dei Boni.